# Celia Wray
Celia Wray (30 de mayo de 1872 - 30 de noviembre de 1954) fue una arquitecta y sufragista inglesa. Durante muchos años mantuvo una relación lésbica con la científica Alice Embleton. 

## Biografía
Nació en Barnsley, Yorkshire en 1872, hija de Jane Burrows Batty (1846-1910) y Charles Wray (1944-1931), un carnicero que fue alcalde de Barnsley desde 1896-1897 y nuevamente en 1903 -1904. Su padre fue nombrado Freeman of the Borough en 1921, antes de su retiro.

## Activismo
Durante un período, Wray fue arquitecta en Barnsley, donde en 1908 diseñó algunas casas de campo en Cudworth que todavía están en pie. Alrededor de 1896 fue partidaria de la Unión de Emancipación de la Mujer. También fue una destacada activista por el sufragio femenino, siendo miembro destacada de la Sociedad de sufragio femenino de Barnsley (fundada en 1902), de la que fue secretaria entre 1908 y 1920, cuando dejó la ciudad. Mantuvo una relación con la científica del cáncer Alice Laura Embleton (1877–1960). Ambas fueron fotografiadas con otras sufragistas que protestaban frente a las oficinas de Barnsley Chronicle en enero de 1910. En 1911, vivía con su padre en Barnsley cuando el día del censo Embleton estaba de visita. Al igual que muchas otras sufragistas, las dos desfiguraron el documento del censo escribiendo sobre él.

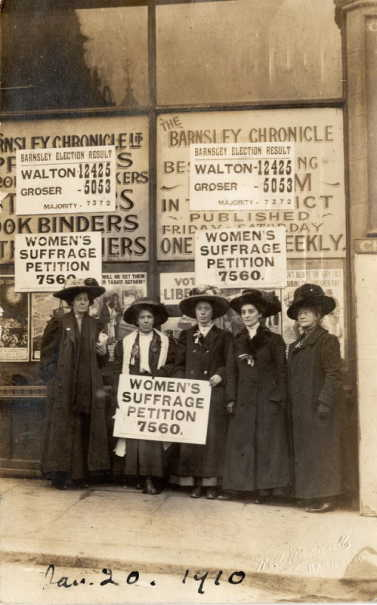
Alice Laura Embleton, Miss O Royston, Celia Wray, Miss M Fielden y Miss E Ford protestando frente a las oficinas de Barnsley Chronicle el 20 de enero de 1910

Junto a Embleton, Evelina Haverfield y Vera Holme crearon la privada "Liga Foosack", cuya membresía estaba restringida a mujeres y sufragistas; la evidencia interna sugiere que la Liga Foosack era una sociedad lésbica secreta. Ciertamente, las cuatro eran amigas cercanas como lo demuestran las muchas cartas escritas entre ellas, particularmente durante la Primera Guerra Mundial.
En sus últimos años Wary vivió con Alice Embleton en The Elms en Saxmundham, Suffolk. En su testamento dejó £ 35,233 16s 5d.
Murió en Blythburgh, Suffolk en 1954 a los 82 años. 